# Psychomyia malickyi
Psychomyia malickyi är en nattsländeart som beskrevs av Schmid 1997. Psychomyia malickyi ingår i släktet Psychomyia och familjen tunnelnattsländor. Inga underarter finns listade i Catalogue of Life.